# José Ignacio Ávila
José Ignacio Ávila fue un migueleño, presbítero y constitucionalista  y diputado americano de Ultramar en representación de la provincia de San Salvador (en el Reino de Guatemala) a las Cortes de Cádiz, y por ende firmante de la Constitución española de 1812.

## Carrera constitucional
Fue asentado en su curul en Cádiz el 11 de julio de 1811.  En la asamblea constituyente, formó parte de las comisiones de Honor, de Hacienda y de Examen de Memoriales.  Por comisión de su intendencia remitente, la de San Salvador, insistió en las Cortes en la creación de un obispado provincial —puesto que la intendencia contaba apenas con vicaría—; la intención no era necesariamente propagar la fe, sino establecer el marco necesario para expandir la educación, que era el específico mandato que le encargó su ciudad; en efecto, junto con la solicitud de obispado iba la de la creación de un seminario en la provincia.
Presentó y firmó, junto con sus colegas centroamericanos, una “Representación” de la delegación americana a las Cortes el 1 de agosto de 1811, la cual circuló en Cádiz e incluso fue impresa en Londres en 1812, y que tuvo importantes repercusiones, puesto que aclaraba que los americanos no estaban influenciados por los franceses, sino que eran fidelísimos al Rey; abogaba por la igualdad de los representantes americanos con la de los peninsulares; explicaba la defensa que de Buenos Aires habían hecho los americanos; y enfatizaba que el aprisionamiento del virrey José de Iturrigaray en Méjico en 1808 fue acción de peninsulares, y no de ultramares, como mal se creía en España.

## Vida personal
Miembro de una de las familias prominentes de San Miguel, sus parientes no eran ajenos a la vida política de la ciudad, al haber ellos desempeñado cargos como alcalde civil, procurador síndico, y alcalde la Santa Hermandad en los años recientes de 1804, 1809 y 1810.  Fue descrito como “hacendado” por el Capitán General del reino, Antonio González Mollinedo y Saravia.  Ávila era bachiller en filosofía, graduado de la clase de 1791 de la Real y Pontificia Universidad de San Carlos Borromeo en la capital del Reino.  En Cádiz, su morada estuvo en calle Compañía, número 166.
El 22 de noviembre de 1813, obtuvo licencia para volver a casa, por sufrir de tuberculosis.